# Berre-les-Alpes
Pour les articles homonymes, voir Berre.
Berre-les-Alpes  est une commune française située dans le département des Alpes-Maritimes, en région Provence-Alpes-Côte d'Azur. Ses habitants sont appelés les Berrois.
Par décret du 22 décembre 1997, Berre-des-Alpes est devenu Berre-les-Alpes.
En dialecte occitan des vallées des Paillons (vivaro-alpin dit aussi gavot berrenc), le nom de la commune est Berra et ses habitants sont li Berrencs (l's final est prononcé à la différence du provençal et du niçois).

## Géographie
« La superbe route nationale de Nice à Coni par l’Escarène et Sospel, détache au col de Saint-Roch, ou col de Nice, un chemin d’intérêt commun qui suit les sinuosités de la  colline sur une longueur de quatre kilomètres. Après avoir effectué les deux tiers du trajet on aperçoit, adossé à l'extrémité d'un plateau situé à 680 mètres d’altitude, le pittoresque et coquet village de Berre-des-Alpes ». C’est ainsi que commence l’article consacré à Berre-les-Alpes, par Jean Truchi, dans la revue Nice Historique de 1899.
Le village de Berre-les-Alpes, situé à 23 kilomètres au nord de Nice si l’on emprunte, en suivant le Paillon, la route qui passe par Contes, se dresse à 682 mètres d’altitude sur un sommet se dressant au bord d’un haut plateau. La carte du comté de Nice établie par Bourcet en 1749 nomme l’endroit « le Bois Noir ».
Le sol de la commune est composé de terrains appartenant aux ères secondaire et tertiaire, plus précisément des époques Crétacé et Éocène.
Le village de Berre est à la limite d’altitude où le châtaignier remplace l’olivier. Avant le village les oliveraies sont nombreuses, après lui s’étendent les forêts de châtaigniers, et partout règnent le mimosa et le pin.
La place du village domine les deux vallées de Contes et de l’Escarène. Le village est un belvédère d’où le regard de l’observateur embrasse du nord-ouest au sud la chaîne du Ferion (887 m), le village de Châteauneuf-Villevieille et les ruines de son château, le mont Macaron (808 m), les villages de Contes et de Sclos-de-Contes.
En remontant depuis le sud, côté est, l’observateur découvre une partie du mont Gros, le mont Leuze, la Tête de Chien (504 m), le mont Agel (1 100 m) et le pic du Baudon (1 264 m).
Au nord-est, le col de Braus (1.002 m.), les clues de Saint-Laurent, le mont Pissandroun, l’Escarène avec sa gare, puis plus au nord, le mont Brec (983 m), le mont Pivola (803 m), le mont Pifourquier, la cime du Gros Braus (1 330 m), le mont du Rocaillon avec, au bas, le village de Lucéram, les forêts de Turini, l’Authion (2 000 m), une partie du Mont Bego (2 873 m), la cime du Diable (2 686 m), les deux monts Capeliets (2 418 m et 2686 m), le col Saint-Roch (990 m), la cime du Savel (1 015 m), Roca Seira (1 504 m) et, tout au fond, le mont Gelas (3 143 m).

### Communes limitrophes
| Coaraze | Coaraze         | Lucéram    |
| Contes  | Berre-les-Alpes | L'Escarène |
| Contes  | Contes          | Blausasc   |

### Climat
Pour des articles plus généraux, voir Climat de Provence-Alpes-Côte d'Azur et Climat des Alpes-Maritimes.
En 2010, le climat de la commune est de type climat méditerranéen altéré, selon une étude du Centre national de la recherche scientifique s'appuyant sur une série de données couvrant la période 1971-2000. En 2020, Météo-France publie une typologie des climats de la France métropolitaine dans laquelle la commune est exposée à un climat méditerranéen et est dans la région climatique Var, Alpes-Maritimes, caractérisée par une pluviométrie abondante en automne et en hiver (250 à 300 mm en automne), un très bon ensoleillement en été (fraction d’insolation > 75 %), un hiver doux (8 °C) et peu de brouillards.
Pour la période 1971-2000, la température annuelle moyenne est de 12,8 °C, avec une amplitude thermique annuelle de 15,3 °C. Le cumul annuel moyen de précipitations est de 961 mm, avec 5,8 jours de précipitations en janvier et 3,4 jours en juillet. Pour la période 1991-2020, la température moyenne annuelle observée sur la station météorologique de Météo-France la plus proche, « Peira Cava », sur la commune de Lucéram à 6 km à vol d'oiseau, est de 9,4 °C et le cumul annuel moyen de précipitations est de 1 038,8 mm. 
La température maximale relevée sur cette station est de 33 °C, atteinte le 28 juin 2019 ; la température minimale est de −15 °C, atteinte le 23 février 2005,,.
Les paramètres climatiques de la commune ont été estimés pour le milieu du siècle (2041-2070) selon différents scénarios d'émission de gaz à effet de serre à partir des nouvelles projections climatiques de référence DRIAS-2020. Ils sont consultables sur un site dédié publié par Météo-France en novembre 2022.

## Urbanisme

### Typologie
Au 1er janvier 2024, Berre-les-Alpes est catégorisée petite ville, selon la nouvelle grille communale de densité à 7 niveaux définie par l'Insee en 2022.
Elle appartient à l'unité urbaine de Nice, une agglomération intra-départementale dont elle est une commune de la banlieue,. Par ailleurs la commune fait partie de l'aire d'attraction de Nice, dont elle est une commune de la couronne,. Cette aire, qui regroupe 100 communes, est catégorisée dans les aires de 200 000 à moins de 700 000 habitants,.

### Occupation des sols
L'occupation des sols de la commune, telle qu'elle ressort de la base de données européenne d’occupation biophysique des sols Corine Land Cover (CLC), est marquée par l'importance des forêts et milieux semi-naturels (81,9 % en 2018), en diminution par rapport à 1990 (85,8 %). La répartition détaillée en 2018 est la suivante : 
forêts (30,4 %), milieux à végétation arbustive et/ou herbacée (25,8 %), espaces ouverts, sans ou avec peu de végétation (25,7 %), zones urbanisées (18 %), zones agricoles hétérogènes (0,1 %).
L'évolution de l’occupation des sols de la commune et de ses infrastructures peut être observée sur les différentes représentations cartographiques du territoire : la carte de Cassini (XVIIIe siècle), la carte d'état-major (1820-1866) et les cartes ou photos aériennes de l'IGN pour la période actuelle (1950 à aujourd'hui).

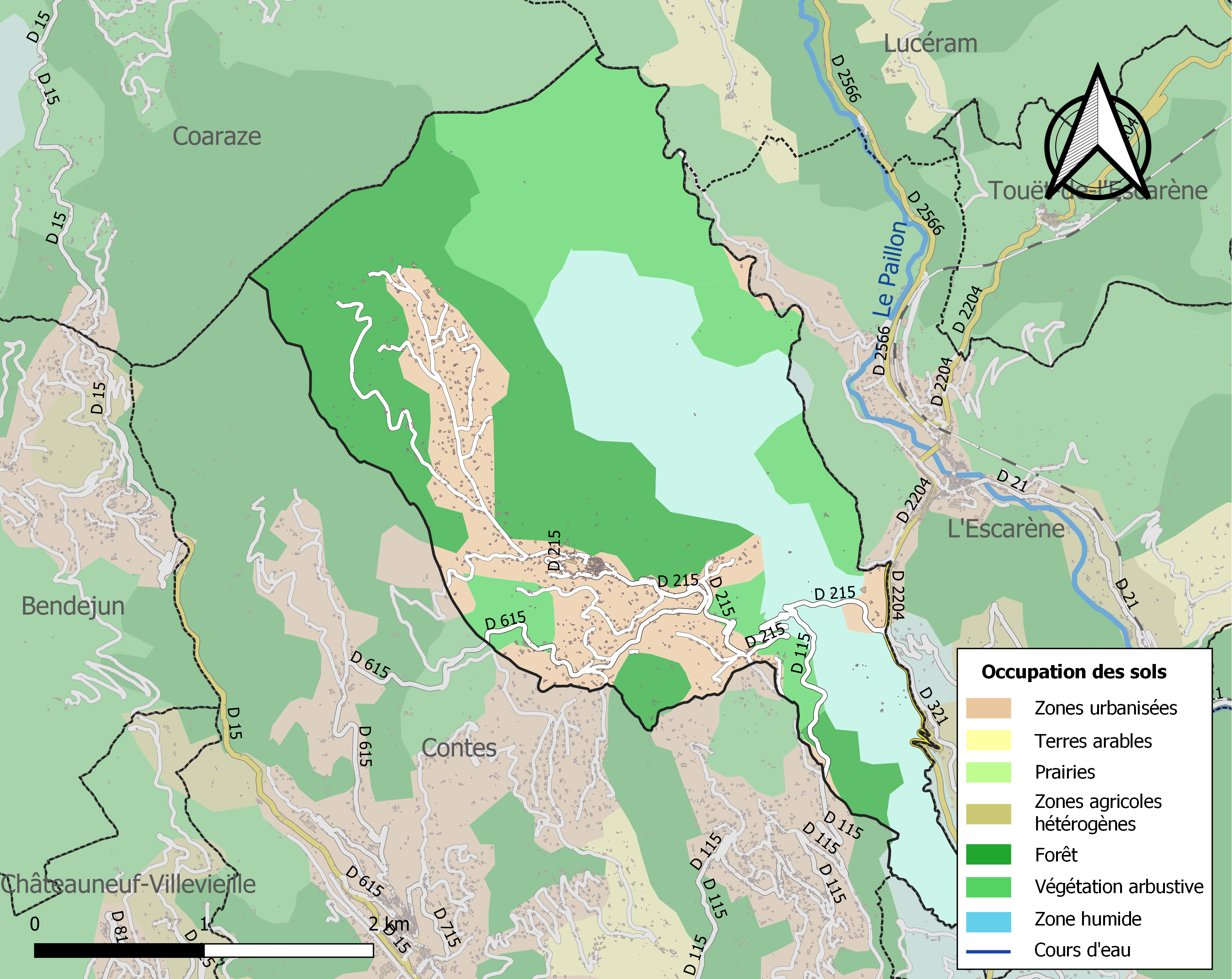
Carte de l'occupation des sols de la commune en 2018 (CLC).

## Toponymie
Le nom de la localité est attesté sous les formes  Castel Berre en 1108, Berra en 1149.
Bèrra en provençal.
L'étymologie du nom de Berre (Berra en niçois) pose problème. Plusieurs explications ont été présentées. Dans une étude de toponymie préhistorique, Lieutard propose, suivi par le commandant Octobon, l’hypothèse que le nom de Berre dérive du mot ibère Illibéri formé de Illis qui signifie ville et Berri (plaine). En effet, le village, bien que situé dans les régions alpestres à près de sept cents mètres d'altitude, est adossé à l'extrémité d'un immense plateau siliceux de plusieurs kilomètres de longueur. Il a également été invoqué la racine pré-latine Ber évoquant la montagne ou la hauteur.
La version qui est donnée par la famille des barons de Berre est celle de l'installation au IXe siècle de la parenté du comte de Nice, missi domenici de Charlemagne, quittant la Ville pour échapper aux invasions mauresques ; et fondant différents châteaux-refuges sur les collines de la région, dont celle de BERRE ; et le nom donné au lieu viendrait de la désignation de cet homme « li ber » qui en vieux français signifie « un homme libre, brave, valeureux » lequel mot dérive de l'indo-européen Bher = cogner, fendre, puis Berja = frapper, tuer… Ce mot « Ber » est l'étymologie du mot baron qui s'est transformé en titre de noblesse et l'a donc supplanté.
Ce qui a fait que la famille a été citée baron dès le XIIIe siècle alors qu'elle ne recevra ce titre par lettre patente ducale du 7 Février 1602 conféré à Antoine de Berre.

## Histoire

### Moyen Âge
Bien que le lieu soit occupé depuis le VIIe siècle av. J.-C. (il reste encore un castellara celto-ligure) l’histoire de Berre ne commence qu’au haut Moyen Âge avec un cartulaire de la cathédrale de Nice, en date du 2 juillet 1108, qui cite onze châteaux parmi lesquels celui de Berre. À cette époque le territoire de Berre appartenait au village de Peille et l’on a pu supposer que des bergers de ce village, avant l’an mil, avaient commencé par construire des bergeries occupées uniquement au cours des pâturages d’été avant d’envisager une installation à l’année.
Les premiers seigneurs connus de Berre, qui n’était pas encore une baronnie mais une co-seigneurie, sont deux frères niçois Bertrand et Isoard, cités en 1240. D’eux sont issus la lignée des seigneurs puis barons de Berre dont les noms apparaissent régulièrement dans l’histoire locale (voir Seigneurs de Berre). L’historien niçois Pierre Gioffredo cite à plusieurs reprises, dans son ouvrage « la Storia delle Alpi Maritimi », la famille de Berre et intègre dans ses planches dessinées le blason qui est « de gueules au château surmonté de trois tourelles d’argent, ouvert du champ, maçonné de sable, chargé d’une cotice d’azur posée en bande », devise « Semper fidelis » c’est-à-dire « Toujours fidèle ».
L’histoire de Berre suit l’histoire du pays de Nice qui appartient aux comtes de Provence jusqu’en 1113 date à laquelle Nice et Berre passent aux comtes de Barcelone, avant d’appartenir à la maison d’Anjou en 1245 puis à la maison de Savoie par l’acte de dédition de 1388.
En 1355 Gaspard de Berre fait restaurer et agrandir la demeure seigneuriale qui va recevoir toute la noblesse des alentours et devenir une succursale des cours d’amour des comtes de Provence. La baronne Violente Galéan, épouse de Gaspard, y donna des fêtes restées célèbres. En 1408 Berre compte 8 feux, soit environ une quarantaine d’habitants.La famille de Berre donnera à la Ville de NICE plusieurs consuls et compta de nombreux chevaliers de Malte. Deux des fils du Baron Antoine le furent - César et Honoré - et le troisième Jean-André fût investi du titre, qui n'ayant eu que deux filles passa à Jean-André Dalaise seigneur de Mérindol en 1677 par son mariage avec Françoise. Par son mariage avec Marie, Jules-César Terrassani Officier dans l'armée du Duc de Savoie fût investi de la coseigneurie de Berre.

### Temps modernes
Jusqu’en 1689 début des guerres de la Savoie contre Louis XIV l’histoire locale n’est guère fournie. À cette date le roi de France devient comte de Nice et par voie de conséquence seigneur de Berre jusqu’en 1696 date de restitution du comté de Nice à Victor-Amédée Ier de Savoie. En 1705 l’occupation française recommence et la communauté de Berre doit de nouveau prêter serment au roi. En 1709 la commune doit payer 258 livres et 15 sols d’impôts. En 1713, par le traité d’Utrecht le comté de Nice est rendu au duc de Savoie, qui devient roi de Sicile. En 1720 Victor-Amédée II échange la Sicile contre la Sardaigne et Berre se retrouve dans le giron du royaume sarde. En 1744 les armées de Louis XV occupent encore la région et Berre doit fournir, en 1746, quatre rations de fourrage par jour. Le village, étant une position stratégique importante, est régulièrement occupé ou visité par les troupes françaises jusqu’en janvier 1749 date de restitution du comté de Nice au roi de Sardaigne.
Un recensement de 1748 indique qu’il y a 60 maisons et 250 habitants dont 50 hommes en état de porter les armes.

### Révolution française
À l’époque révolutionnaire Berre se trouve, une fois de plus, au milieu des combats. En 1794 des exactions y sont commises par des soldats marseillais. Dès l’arrivée des troupes françaises dans le comté de Nice de nombreux hommes entrèrent en résistance, formèrent des milices et prirent le maquis sous l’appellation de barbet. Le maréchal de camp Dagobert écrit le 10 décembre 1794 que « …le petit village de Berra en a plus de trente… ».
À Nice, le colonel  baron Cesar Auguste Dalaise di berra, commandant la place forte de Nice évite les combats et empêche la guillotine de faire son entrée  Nice, qui n'y fera aucune victime.
Le 29 juillet 1796, le directoire de l'administration centrale du département offre 20 quintaux de froment (environ 930 kg) de récompense à qui s’emparera de Jacques Giaume, chef barbet, surnommé « Barbon de Berre ».
À la fin de la Révolution les troubles s’apaisent et Berre retournera à la fin du Premier Empire, en 1814, au roi de Sardaigne Charles-Félix.

### XIXeetXXesiècles
En 1860 le village, à la majorité de 174 voix sur 175, accepte de devenir français, même si les résultats sont à remettre en cause du fait de la pression des troupes françaises déjà présentes et de l'incohérence maintes fois contestée entre le nombre de suffrages favorables et ceux ayant le droit de vote.
Quinze Berrois sont tués dans les combats de la Première Guerre mondiale.
Le 22 juin 1940 à 10 h 15 le village est bombardé par l’aviation italienne tuant une petite fille et faisant plusieurs blessés.
De 1940 à 1944, le village a reçu la visite des troupes d’occupation italiennes puis allemandes avant d’être libéré par les troupes  américaines.
À partir des années 1960, le village a développé le tourisme et plus récemment il se repeuple de « jeunes actifs » qui travaillent en ville mais préfèrent vivre au calme de la campagne.
Berre-les-Alpes a également accueilli le studio d'enregistrement Super Bear, de 1977 à 1986. Quelques albums rock célèbres tels que The Wall (Pink Floyd, 1979), Jazz (Queen, 1977) ou encore Lionheart (Kate Bush, 1977) y ont été conçus.

### Anecdote
En 1693, un habitant de Nice dénommé André Cotto envoya son troupeau de moutons paître l’herbe des prés communaux de Berre. La communauté s’y opposa, sans doute au motif qu’Andréa Cotto n’habitait pas le village. Mais, sûr de son bon droit, le sieur Cotto assigna la communauté de Berre le 18 janvier 1694 en demandant une somme de 320 lires et 15 sous en réparation de son préjudice. La procédure s’étant éternisée, le roi de France Louis XIV, alors comte de Nice et suzerain de la Communauté de Berre, finit par être saisi du litige. Il condamna cette dernière au paiement de la somme réclamée, par sentence du 11 août 1706. En exécution de cette sentence, le Sénat de Nice rendit, le 15 novembre 1706, une ordonnance de condamnation du principal outre intérêt de 6 %. Un décompte des règlements échelonnés fut établi le 31 mars 1707, par Jean-Baptiste Rostagni, en présence des deux syndics de Berre qui étaient : Laurent Fabre et Pierre Giaume.

## Politique et administration

### Liste des maires
| Période                                  | Période  | Identité        | Étiquette   | Qualité                                |
| ---------------------------------------- | -------- | --------------- | ----------- | -------------------------------------- |
| Les données manquantes sont à compléter. |          |                 |             |                                        |
| mars 1983                                | En cours | Maurice Lavagna | DVD puis LR | Retraité chef d'entreprise du bâtiment |

## Démographie
L'évolution du nombre d'habitants est connue à travers les recensements de la population effectués dans la commune depuis 1793. Pour les communes de moins de 10 000 habitants, une enquête de recensement portant sur toute la population est réalisée tous les cinq ans, les populations de référence des années intermédiaires étant quant à elles estimées par interpolation ou extrapolation. Pour la commune, le premier recensement exhaustif entrant dans le cadre du nouveau dispositif a été réalisé en 2004.

En 2022, la commune comptait 1 234 habitants, en évolution de −1,99 % par rapport à 2016 (Alpes-Maritimes : +2,85 %, France hors Mayotte : +2,11 %).
| 1793 | 1800 | 1806 | 1822 | 1838 | 1848 | 1858 | 1861 | 1866 |
| ---- | ---- | ---- | ---- | ---- | ---- | ---- | ---- | ---- |
| 428  | 491  | 484  | 522  | 609  | 647  | 627  | 574  | 594  |

| 1872 | 1876 | 1881 | 1886 | 1891 | 1896 | 1901 | 1906 | 1911 |
| ---- | ---- | ---- | ---- | ---- | ---- | ---- | ---- | ---- |
| 556  | 555  | 510  | 508  | 499  | 528  | 527  | 524  | 464  |

| 1921 | 1926 | 1931 | 1936 | 1946 | 1954 | 1962 | 1968 | 1975 |
| ---- | ---- | ---- | ---- | ---- | ---- | ---- | ---- | ---- |
| 401  | 363  | 381  | 346  | 291  | 273  | 325  | 570  | 819  |

| 1982 | 1990 | 1999  | 2004  | 2006  | 2009  | 2014  | 2019  | 2022  |
| ---- | ---- | ----- | ----- | ----- | ----- | ----- | ----- | ----- |
| 949  | 857  | 1 162 | 1 262 | 1 257 | 1 267 | 1 273 | 1 240 | 1 234 |

## Lieux et monuments
La paroisse de Berre date du Xe siècle et l’église Saint-Laurent actuelle fut construite vers 1368, à l’emplacement d’un précédent édifice, selon la volonté de Violante Galéan épouse du baron Gaspard de Berre (voir les souterrains du presbytère qui sont devenus un lieu d’exposition). Initialement placée sous la protection de saint Valentin elle apparaît dans un acte de 1324 comme étant dédiée à saint Laurent, ce qu’elle est toujours à l’heure présente. La façade actuelle date de 1864. À l’intérieur de l’église se trouve une statue du XVe siècle représentant une Vierge à l’enfant ainsi qu’une statue en bois de saint Sébastien datant de 1620.
En face de l’église, sur le même parvis, se trouve la chapelle Sainte-Croix des Pénitents Blancs.
- Chapelle Sainte-Croix des Pénitents blancs de Berre-les-Alpes.
- Chapelle Saint-Roch de Berre-les-Alpes.

## Personnalités liées à la commune
- Théodore Giaume (1870-1959), prêtre, licencié ès lettres, érudit et historien local.
- Patrick Lanneau (né en 1951), artiste peintre.

## Héraldique
| Blason de Berre-les-Alpes | Blason  | De gueules au château donjonné de trois tours d'argent, chargé d'une cotice en bande d'azur. |
| Blason de Berre-les-Alpes | Détails | Le statut officiel du blason reste à déterminer.                                             |